# Polonia Unida
Polonia Unida (en polaco: Solidarna Polska; literalmente "Polonia Solidaria"; abreviado como SP) es un partido político nacionalista católico polaco. Fue fundado en 2012, como la escisión de los nacionalistas católicos del partido Ley y Justicia, con quienes luego formaron la alianza Derecha Unida en 2014.

## Ideología
El partido es descrito como nacional-conservador, nacionalista y católico-nacionalista. También es socialmente conservador.
Se opone al aborto, a la eutanasia, al matrimonio homosexual y a la inmigración. Apoya la extensión de la licencia de maternidad a nueve meses. Es euroescéptico.
En su programa de 2013, Polonia Unida pidió la intervención del gobierno en la economía, especialmente en la política fiscal. En 2022, Polonia Unida pidió leyes más estrictas contra la blasfemia en Polonia, como penas de cárcel de tres años por insultar a la iglesia o interrumpir la misa.